# Gerard Pietersz van Zijl

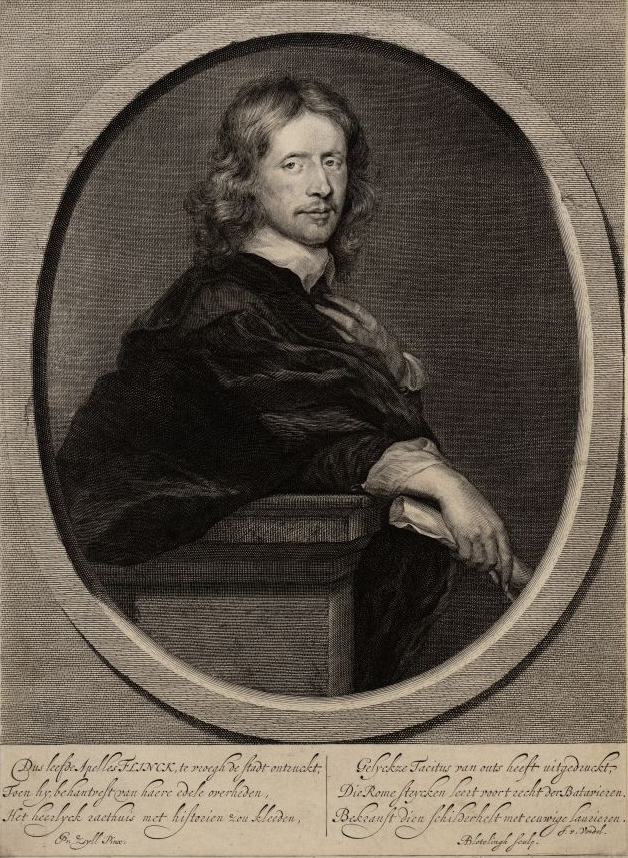
Ritratto di Govert Flinck, incisione eseguita da Abraham Bloteling da un dipinto di Gerard van Zijl

Gerard Pieterz van Zijl, o Zyl o Zyll o B. Geeraards, detto il piccolo van Dyck (Leida, 1607  o 1608 – Amsterdam, 19 dicembre 1665 (sepolto)), è stato un pittore e disegnatore olandese del secolo d'oro.

## Biografia
Figlio del corniciaio di Leida Pieter Gerritz., fu allievo di Antoon van Dyck o di Jan Pynas. Operò inizialmente ad Amsterdam a partire dal 1629. Nel 1639 si trasferì a Londra, dove rimase fino al 1641, al seguito del van Dyck. Nel 1652 è registrato come studente nell’Album Studiosorum dell'Università di Leida. In seguito fu attivo ad Amsterdam fino al 1665.
Si dedicò alla realizzazione di ritratti e scene di genere, come Giocatori di carte (Museo di Brest), Il concerto (Mauritshuis) e Il figliol prodigo. Inizialmente il suo stile si rifà a quello del van Dick, tanto da meritargli l'appellativo di piccolo van Dyck, mentre le sue opere più tarde risentono dell'influenza di Pieter de Hooch. Le scene di genere da lui dipinte rappresentano solitamente allegre compagnie di uomini e donne, la maggior parte ritratti dal vero. In queste opere, l'artista rende in modo particolarmente efficace le mani delle donne, come anche il suo maestro era solito fare.
Probabilmente padre Anthonie Geeraards, pittore di scene di genere, e Gerard van Zijl sono lo stesso artista.